# Gran Premio di Gran Bretagna 2017
Il Gran Premio di Gran Bretagna 2017 è stata la decima prova della stagione 2017 del campionato mondiale di Formula 1. Tenutasi domenica 16 luglio 2017 sul circuito di Silverstone, è stata vinta dal britannico Lewis Hamilton su Mercedes, al suo cinquantasettesimo successo nel mondiale. Hamilton ha preceduto all'arrivo il suo compagno di squadra, il finlandese Valtteri Bottas e l'altro finlandese Kimi Räikkönen su Ferrari.
Hamilton ha ottenuto, inoltre, il suo quinto grand chelem in carriera, per avere conquistato pole, vittoria, avere fatto segnare il giro più veloce e essere stato in testa alla gara dall'inizio alla fine.

## Vigilia

### Sviluppi futuri
La Sauber indica Frédéric Vasseur, quale nuovo team principal, al posto di Monisha Kaltenborn. L'ex dirigente della Renault inizierà il suo impegno dal seguente Gran Premio d'Ungheria. La Petronas prolunga il contratto di fornitura che la lega alla Mercedes.
Il British Racing Drivers' Club (BRDC), proprietario del tracciato di Silverstone decide di utilizzare la clausola che consente di interrompere con un anno di anticipo il contratto che garantiva la tenuta del gran premio di F1. Il contratto scadrà così nel 2019. Gli organizzatori sperano comunque che il contratto, ora troppo oneroso, possa essere rivisto, al fine di garantire la permanenza nel calendario mondiale.

### Aspetti tecnici
La Pirelli, fornitrice unica degli pneumatici, porta, per questa gara gomme di mescola media, soft e supersoft. La casa italiana ha modificato la sua scelta iniziale, eliminando le hard, e rendendo così un terno di mescole più morbido.
La FIA indica due zone dove i piloti possono utilizzare il DRS: la prima sul Wellington Straight, con detection point fissato 25 metri prima della curva 3 (Village); la seconda zona è posta sull'Hangar Straight, e punto per le determinazione del distacco fra piloti stabilito alla Maggots.
La Toro Rosso di Carlos Sainz Jr. non passa la verifiche tecniche del giovedì, per la presenza di un cavo di ritenzione delle ruote danneggiato. A seguito delle riparazioni compiute dai meccanici della scuderia italiana, la vettura ha poi preso parte al resto del weekend. La Scuderia Ferrari fa debuttare la terza versione del motore termico, che dovrebbe garantire una potenza maggiore, stimata in 15 cv. Un'ulteriore evoluzione è prevista per il Gran Premio d'Italia. La McLaren decide di rimontare, sulla vettura di Fernando Alonso, l'ultima evoluzione del motore Honda, che era stata prima montata, poi sostituita con la versione precedente, al Gran Premio d'Austria, dopo che la scuderia aveva riscontrato dei problemi alla MGU-H. Sulla vettura viene anche sostituita la batteria; avendo però superato il numero di batterie consentito, il pilota spagnolo sarà penalizzato sulla griglia di partenza. A seguito di altre sostituzioni di componenti della vettura, lo spagnolo è penalizzato di 30 posizioni sulla griglia.

### Aspetti sportivi
Da questa stagione, la marca di orologi Rolex diventa sponsor principale del Gran Premio.
L'ex pilota di F1, lo statunitense Danny Sullivan, è nominato commissario aggiunto per la gara. Ha svolto tale funzione anche in passato, l'ultima al Gran Premio d'Azerbaigian. Dal 2010 al 2016 la FIA aveva sempre nominato, con tale qualifica, per questa gara, Nigel Mansell.
Antonio Giovinazzi, dopo avere corso i primi due gran premi con la Sauber sostituisce, nella prima sessione di prove libere, Kevin Magnussen, alla Haas. Il pilota pugliese disputerà per altre sei occasioni la prima sessione di libere nella scuderia statunitense.

## Prove

### Resoconto

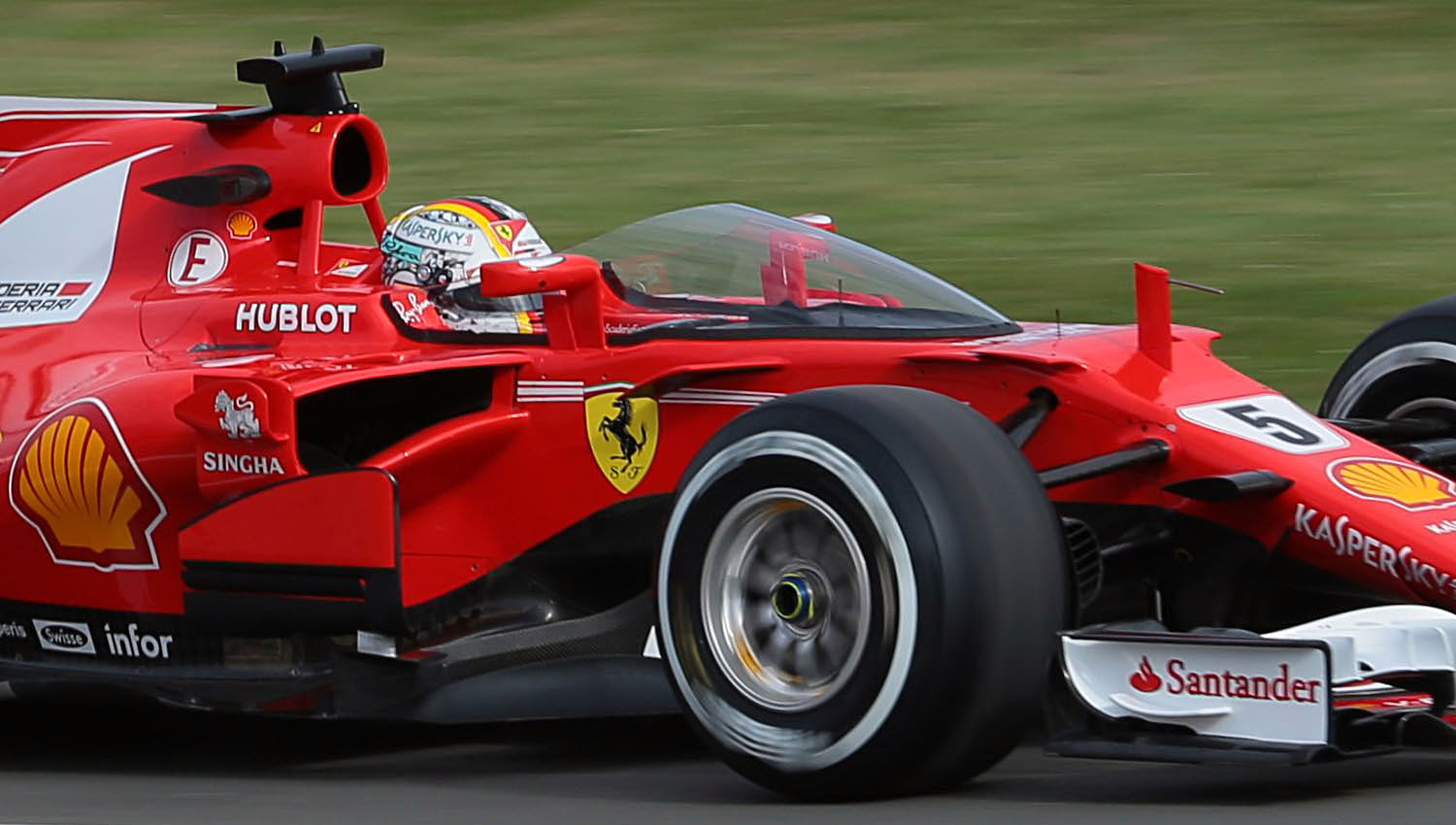
Sebastian Vettel testa brevemente il sistema Shield sull'abitacolo della sua Ferrari SF70H, nel corso delle prove libere del venerdì mattina.

Valtteri Bottas ottiene la prestazione migliore, nella prima sessione di prove libere. Il finlandese della Mercedes, che precede il suo compagno di team, Lewis Hamilton di 78 millesimi, ha anche ottenuto il nuovo record della pista. Le due vetture tedesche hanno preceduto le due Red Bull Racing, staccate però, con Max Verstappen, di mezzo secondo. Il pilota olandese ha ottenuto il tempo con gomme supersoft, le più morbide portate dalla Pirelli, a differenza delle Mercedes, su mescola soft. Maggiori difficoltà hanno presentato le Ferrari, quinta e sesta, con Sebastian Vettel autore anche di un testacoda. Un problema più grave si è verificato sulla Williams di Felipe Massa, che ha perduto delle parti, dopo essere salita violentemente su un cordolo. In questa sessione Sebastian Vettel ha testato, per un solo giro, il sistema Shield per la protezione frontale dell'abitacolo; il sistema viene bocciato sia nell'immediato dal pilota tedesco, sia successivamente dalla FIA.
Bottas si è ripetuto anche nella sessione pomeridiana del venerdì, in assetto da qualifica, abbassando il tempo del mattino. Alle sue spalle si è piazzato ancora Lewis Hamilton, che ha invece ottenuto la migliore prestazione con le gomme soft. Il tentativo con mescole più morbide non è andato a buon fine, in quanto il pilota inglese ha danneggiato il fondo, passando su un cordolo. In questa sessione la Ferrari ha migliorato l'assetto delle vetture, portandosi a una distanza molto inferiore dai tempi della vetture tedesche. Dietro si sono poste anche le Red Bull, veloci nel giro secco, ma meno performanti sul passo di gara. Sia Kimi Räikkönen che Daniel Ricciardo sono stati protagonisti di innocui testacoda. Al termine della prima giornata di prove Bottas è costretto a sostituire il cambio; ciò lo costringe a una penalizzazione di cinque posizioni sulla griglia di partenza.
Il più rapido al sabato è Lewis Hamilton, che abbassa ancora il limite della pista, pur se in una sessione caratterizzata da temperature relativamente basse, e da una pioggia che si è fatta anche insistente nella parte finale. A pochi millesimi dal britannico si è posto Sebastian Vettel, che ha preceduto, anche lui per pochi millesimi, Valtteri Bottas. Quarto ha chiuso Kimi Räikkönen, mentre tutti gli altri piloti sono risultati molto staccati dal tempo del primo.
Max Verstappen ha chiuso solo ottavo, dopo avere danneggiato il fondo della vettura, e non potendo poi migliorarsi, nella parte conclusiva della sessione, per la pioggia battente. Anche Stoffel Vandoorne ha scontato dei problemi tecnici, ma alla power unit, tanto fa affrontare la pista con gomme intermedie, sul finire delle prove, per testare ancora il motore. Prima della sessione la Red Bull sostituisce, sulla vettura di Daniel Ricciardo, il cambio; il pilota australiano è penalizzato di cinque posizioni sulla griglia di partenza.

### Risultati
Nella prima sessione del venerdì si è avuta questa situazione:
| Pos | Nº | Pilota          | Costruttore               | Tempo    | Gap    | Giri |
| --- | -- | --------------- | ------------------------- | -------- | ------ | ---- |
| 1   | 77 | Valtteri Bottas | Mercedes                  | 1'29"106 |        | 29   |
| 2   | 44 | Lewis Hamilton  | Mercedes                  | 1'29"184 | +0"078 | 29   |
| 3   | 33 | Max Verstappen  | Red Bull Racing-TAG Heuer | 1'29"604 | +0"498 | 26   |

Nella seconda sessione del venerdì si è avuta questa situazione:
| Pos | Nº | Pilota          | Costruttore | Tempo    | Gap    | Giri |
| --- | -- | --------------- | ----------- | -------- | ------ | ---- |
| 1   | 77 | Valtteri Bottas | Mercedes    | 1'28"496 |        | 31   |
| 2   | 44 | Lewis Hamilton  | Mercedes    | 1'28"543 | +0"047 | 35   |
| 3   | 7  | Kimi Räikkönen  | Ferrari     | 1'28"828 | +0"332 | 36   |

Nella sessione del sabato si è avuta questa situazione:
| Pos | Nº | Pilota           | Costruttore | Tempo    | Gap    | Giri |
| --- | -- | ---------------- | ----------- | -------- | ------ | ---- |
| 1   | 44 | Lewis Hamilton   | Mercedes    | 1'28"063 |        | 18   |
| 2   | 5  | Sebastian Vettel | Ferrari     | 1'28"095 | +0"032 | 14   |
| 3   | 77 | Valtteri Bottas  | Mercedes    | 1'28"137 | +0"074 | 20   |

## Qualifiche

### Resoconto
Le qualifiche iniziano con la pioggia e una temperatura di 17° C. In realtà alcuni piloti, tra cui i due della Mercedes, azzardano l'entrata in pista con gomme slick, ma sono costretti subito a rientrare ai box, per montare gomme intermedie. Daniel Ricciardo, dopo avere fatto segnare il miglior tempo, parcheggia la sua Red Bull Racing a bordo pista, per un guasto al turbo. L'australiano abbandona la sessione, e il tempo ottenuto non gli sarà sufficiente nemmeno per qualificarsi, almeno in via teorica, alla seconda fase. La sessione viene anche interrotta, con bandiere rosse, per permettere ai commissari di spostare la monoposto in sicurezza.
La classifica varia d'istante in istante; Fernando Alonso ed Esteban Ocon, verso la fine della Q1, optano nuovamente per le gomme d'asciutto. Sulla vettura del francese vi è anche un principio di incendio al retrotreno, di limitate proporzioni, che non gli impedisce di entrare in Q2. Lo spagnolo, invece, riesce a iniziare il suo ultimo giro pochi decimi prima del termine della sessione, e completarlo con il miglior tempo della Q1. Vengono eliminati, oltre a Ricciardo, anche le due Sauber, Lance Stroll e Kevin Magnussen.
Nella seconda fase tutti i piloti utilizzano gomme da asciutto, con il solo Valtteri Bottas che usa le gomme soft, anziché le supersoft, cercando così una strategia diversa per la gara (visto che le coperture utilizzate in Q2 sono anche quelle da usare a inizio gara, per i piloti che entrano nella fase decisiva), dovuta alla penalizzazione in griglia, causata dalla sostituzione del cambio. Le due Mercedes prendono il comando della graduatoria, prima di essere scavalcate dalle Ferrari. Le vetture tedesche sono comunque capaci di riportarsi in prima e seconda posizione, con Hamilton davanti a Bottas. Sono eliminati Felipe Massa, le due Toro Rosso, Fernando Alonso e Jolyon Palmer.
Lewis Hamilton conquista subito la vetta della graduatoria, in Q3, davanti a Vettel e Bottas, con Romain Grosjean che si lamenta di essere stato ostacolato dal britannico, nel suo primo tentativo. Negli ultimi istanti di sessione Hamilton migliora ancora, mentre scala Kimi Räikkönen, davanti a Vettel. Per Hamilton si tratta della sessantasettesima pole position, la quinta nel Gran Premio di Gran Bretagna.
Al termine delle qualifiche Grosjean ha ancora lamentato di essere stato bloccato da Hamilton, nel corso dell'ultima fase. Tali lamentele però non hanno portato a penalizzazioni per il pilota britannico.

### Risultati
Nella sessione di qualifica si è avuta questa situazione:
| Pos                         | Nº | Pilota             | Costruttore               | Q1       | Q2       | Q3       | Griglia |
| --------------------------- | -- | ------------------ | ------------------------- | -------- | -------- | -------- | ------- |
| 1                           | 44 | Lewis Hamilton     | Mercedes                  | 1'39"069 | 1'27"893 | 1'26"600 | 1       |
| 2                           | 7  | Kimi Räikkönen     | Ferrari                   | 1'40"455 | 1'28"992 | 1'27"147 | 2       |
| 3                           | 5  | Sebastian Vettel   | Ferrari                   | 1'39"962 | 1'28"978 | 1'27"356 | 3       |
| 4                           | 77 | Valtteri Bottas    | Mercedes                  | 1'39"698 | 1'28"732 | 1'27"376 | 9       |
| 5                           | 33 | Max Verstappen     | Red Bull Racing-TAG Heuer | 1'38"912 | 1'29"431 | 1'28"130 | 4       |
| 6                           | 27 | Nicolas Hülkenberg | Renault                   | 1'39"201 | 1'29"340 | 1'28"856 | 5       |
| 7                           | 11 | Sergio Pérez       | Force India-Mercedes      | 1'42"009 | 1'29"824 | 1'28"902 | 6       |
| 8                           | 31 | Esteban Ocon       | Force India-Mercedes      | 1'39"738 | 1'29"701 | 1'29"074 | 7       |
| 9                           | 2  | Stoffel Vandoorne  | McLaren-Honda             | 1'40"011 | 1'30"105 | 1'29"418 | 8       |
| 10                          | 8  | Romain Grosjean    | Haas-Ferrari              | 1'42"042 | 1'29"966 | 1'29"549 | 10      |
| 11                          | 30 | Jolyon Palmer      | Renault                   | 1'41"404 | 1'30"193 | N.D.     | 11      |
| 12                          | 26 | Daniil Kvjat       | Toro Rosso                | 1'41"726 | 1'30"355 | N.D.     | 12      |
| 13                          | 14 | Fernando Alonso    | McLaren-Honda             | 1'37"598 | 1'30"600 | N.D.     | 20      |
| 14                          | 55 | Carlos Sainz Jr.   | Toro Rosso                | 1'41"114 | 1'31"368 | N.D.     | 13      |
| 15                          | 19 | Felipe Massa       | Williams-Mercedes         | 1'41"874 | 1'31"482 | N.D.     | 14      |
| 16                          | 18 | Lance Stroll       | Williams-Mercedes         | 1'42"573 | N.D.     | N.D.     | 15      |
| 17                          | 20 | Kevin Magnussen    | Haas-Ferrari              | 1'42"577 | N.D.     | N.D.     | 16      |
| 18                          | 94 | Pascal Wehrlein    | Sauber-Ferrari            | 1'42"593 | N.D.     | N.D.     | 17      |
| 19                          | 9  | Marcus Ericsson    | Sauber-Ferrari            | 1'42"633 | N.D.     | N.D.     | 18      |
| 20                          | 3  | Daniel Ricciardo   | Red Bull Racing-TAG Heuer | 1'42"966 | N.D.     | N.D.     | 19      |
| Tempo limite 107%: 1'44"429 |    |                    |                           |          |          |          |         |

In grassetto sono indicate le migliori prestazioni in Q1, Q2 e Q3.

## Gara

### Resoconto
Alla partenza tutti i piloti nella top 10 montano gomme supersoft, fatta eccezione per Valtteri Bottas, che monta le soft. Durante il giro di formazione la Renault di Jolyon Palmer si ferma a bordo pista, poco prima della curva Stowe, per problemi ai freni. Mentre i commissari rimuovono la vettura, viene effettuato un nuovo giro di formazione; la gara si disputa, quindi, su 51 giri anziché 52 previsti.
Al via Lewis Hamilton mantiene la testa della corsa, seguito da Kimi Räikkönen e da Max Verstappen, che supera Sebastian Vettel dopo un breve duello; alle Becketts i due piloti della Toro Rosso si toccano: Carlos Sainz Jr. è costretto al ritiro, Daniil Kvjat rientra ai box; la direzione di gara fa intervenire la safety car. Alla ripartenza, Valtteri Bottas supera Esteban Ocon e Nicolas Hülkenberg, portandosi in quinta posizione.
Durante il dodicesimo giro Daniel Ricciardo supera Fernando Alonso per la tredicesima posizione, lanciandosi all'inseguimento di Romain Grosjean e Felipe Massa. Nel giro successivo Sebastian Vettel tenta il sorpasso su Max Verstappen, senza successo.
Al giro 19 Sebastian Vettel si ferma per montare le soft e riesce a superare Max Verstappen, fermo ai box nel giro successivo. Nel corso del giro 32 Fernando Alonso si ritira per problemi alla power unit. Tra il giro 35 e il 36 Daniel Ricciardo si porta dalla decima alla settima posizione superando le due Force India e Kevin Magnussen. Al giro 44 Valtteri Bottas supera Sebastian Vettel per la terza posizione.
Nel corso del terz'ultimo e del penultimo giro entrambe le Ferrari soffrono di problemi alla gomma anteriore sinistra, dovendosi fermare per cambiare pneumatici: Kimi Räikkönen riesce a rimanere sul podio, mentre Sebastian Vettel scende fino alla settima posizione; intanto Daniel Ricciardo supera Nicolas Hülkenberg e chiude la gara al quinto posto.
Lewis Hamilton vince un gran premio per la cinquantasettesima volta, davanti a Valtteri Bottas e Kimi Räikkönen, riducendo a un punto il distacco dal leader del mondiale Sebastian Vettel. Hamilton ottiene il quinto Grand Chelem della sua carriera in F1 (il terzo in stagione), ovvero vittoria, pole position, giro veloce e conduzione della gara nella sua interezza.

### Risultati
I risultati del Gran Premio sono i seguenti:
| Pos | Nº | Pilota             | Costruttore               | Giri | Tempo/Ritiro           | Griglia | Punti |
| --- | -- | ------------------ | ------------------------- | ---- | ---------------------- | ------- | ----- |
| 1   | 44 | Lewis Hamilton     | Mercedes                  | 51   | 1h21'27"430            | 1       | 25    |
| 2   | 77 | Valtteri Bottas    | Mercedes                  | 51   | +14"063                | 9       | 18    |
| 3   | 7  | Kimi Räikkönen     | Ferrari                   | 51   | +36"570                | 2       | 15    |
| 4   | 33 | Max Verstappen     | Red Bull Racing-TAG Heuer | 51   | +52"125                | 4       | 12    |
| 5   | 3  | Daniel Ricciardo   | Red Bull Racing-TAG Heuer | 51   | +1'05"955              | 19      | 10    |
| 6   | 27 | Nicolas Hülkenberg | Renault                   | 51   | +1'08"109              | 5       | 8     |
| 7   | 5  | Sebastian Vettel   | Ferrari                   | 51   | +1'33"989              | 3       | 6     |
| 8   | 31 | Esteban Ocon       | Force India-Mercedes      | 50   | +1 giro                | 7       | 4     |
| 9   | 11 | Sergio Pérez       | Force India-Mercedes      | 50   | +1 giro                | 6       | 2     |
| 10  | 19 | Felipe Massa       | Williams-Mercedes         | 50   | +1 giro                | 14      | 1     |
| 11  | 2  | Stoffel Vandoorne  | McLaren-Honda             | 50   | +1 giro                | 8       |       |
| 12  | 20 | Kevin Magnussen    | Haas-Ferrari              | 50   | +1 giro                | 16      |       |
| 13  | 8  | Romain Grosjean    | Haas-Ferrari              | 50   | +1 giro                | 10      |       |
| 14  | 9  | Marcus Ericsson    | Sauber-Ferrari            | 50   | +1 giro                | 18      |       |
| 15  | 26 | Daniil Kvjat       | Toro Rosso                | 50   | +1 giro                | 12      |       |
| 16  | 18 | Lance Stroll       | Williams-Mercedes         | 50   | +1 giro                | 15      |       |
| 17  | 94 | Pascal Wehrlein    | Sauber-Ferrari            | 50   | +1 giro                | 17      |       |
| Rit | 14 | Fernando Alonso    | McLaren-Honda             | 32   | Power unit             | 20      |       |
| Rit | 55 | Carlos Sainz Jr.   | Toro Rosso                | 0    | Collisione con D.Kvjat | 13      |       |
| NP  | 30 | Jolyon Palmer      | Renault                   | 0    | Freni                  | —       |       |

## Classifiche mondiali

### Piloti
| Pos | Pilota             | Punti |
| --- | ------------------ | ----- |
| 1   | Sebastian Vettel   | 177   |
| 2   | Lewis Hamilton     | 176   |
| 3   | Valtteri Bottas    | 154   |
| 4   | Daniel Ricciardo   | 117   |
| 5   | Kimi Räikkönen     | 98    |
| 6   | Max Verstappen     | 57    |
| 7   | Sergio Pérez       | 52    |
| 8   | Esteban Ocon       | 43    |
| 9   | Carlos Sainz Jr.   | 29    |
| 10  | Nicolas Hülkenberg | 26    |
| 11  | Felipe Massa       | 23    |
| 12  | Lance Stroll       | 18    |
| 13  | Romain Grosjean    | 18    |
| 14  | Kevin Magnussen    | 11    |
| 15  | Pascal Wehrlein    | 5     |
| 16  | Daniil Kvjat       | 4     |
| 17  | Fernando Alonso    | 2     |

### Costruttori
| Pos | Costruttore          | Punti |
| --- | -------------------- | ----- |
| 1   | Mercedes             | 330   |
| 2   | Ferrari              | 275   |
| 3   | Red Bull-TAG Heuer   | 174   |
| 4   | Force India-Mercedes | 95    |
| 5   | Williams-Mercedes    | 41    |
| 6   | Toro Rosso-Renault   | 33    |
| 7   | Haas-Ferrari         | 29    |
| 8   | Renault              | 26    |
| 9   | Sauber-Ferrari       | 5     |
| 10  | McLaren-Honda        | 2     |

## Decisioni della FIA
A seguito dell'incidente con il compagno di squadra Carlos Sainz Jr. Daniil Kvjat, oltre al Drive Through comminatogli in gara, è stato penalizzato di due punti sulla Superlicenza.